# Ernst Krüger (Jurist)
Ernst Wilhelm Johannes Friedrich Emil Krüger (* 24. Mai 1867 in Crivitz; † 1926) war ein deutscher Jurist und Politiker (DVP). Er war Abgeordneter des Landtages von Mecklenburg-Schwerin.

## Leben
Ernst Krüger wurde als jüngerer Sohn des Amtsregistrators Ludewig Krüger (* 1810) und dessen Frau Louise (* 1832) geboren.
Krüger besuchte das Gymnasium in Schwerin und machte hier 1886 Abitur. Anschließend studierte er Rechtswissenschaften an den Universitäten Jena, Berlin und ab dem Sommersemester 1888 in Rostock. Während seines Studiums wurde er 1886 Mitglied der Burschenschaft Teutonia Jena. 1890 bestand er das Referendarexamen. 1890/91 diente er als Einjährig-Freiwilliger und wurde 1893 Reserveoffizier beim Großherzoglich mecklenburgischen Grenadier-Regiment Nr. 89. Nach bestandenem Assessorexamen wurde er 1894 Gerichtsassessor in Waren (Müritz) und dann Amtsrichter in Gadebusch. Von 1900 bis 1903 war er als Staatsanwalt in Schwerin tätig. 1903 wechselte er als Landgerichtsrat an das Landgericht Schwerin und 1910 wiederum zur Staatsanwaltschaft als Erster Staatsanwalt. 1919 wurde er zum Landgerichtsdirektor am Landgericht Güstrow berufen. 
In Güstrow war er Mitglied des Bürgerausschusses. Ab 1921 war er Mitglied des Landtags von Mecklenburg-Schwerin für die Deutsche Volkspartei.